# Embaixada da Austrália em Brasília
A Embaixada da Austrália em Brasília é a principal representação diplomática australiana no Brasil. O atual embaixador é Timothy "Tim" Kane, no cargo desde novembro de 2018.
Está localizada na Avenida das Nações, na quadra SES 801, Conjunto K, Lote 7, no Setor de Embaixadas Sul, na Asa Sul. Além da embaixada, os australianos contam, no Brasil, com mais um consulado geral em São Paulo.

## História
As relações diplomáticas entre os dois países começa em 1945, com as embaixadas de cada um sendo instaladas em Camberra e no Rio de Janeiro em 1946.
Assim como outros países, a Austrália recebeu de graça um terreno no Setor de Embaixadas Sul na época da construção de Brasília, medida que visava a instalação mais rápida das representações estrangeiras na nova capital. Os australianos visitaram a cidade e escolheram seu terreno em 1959.

## O embaixador

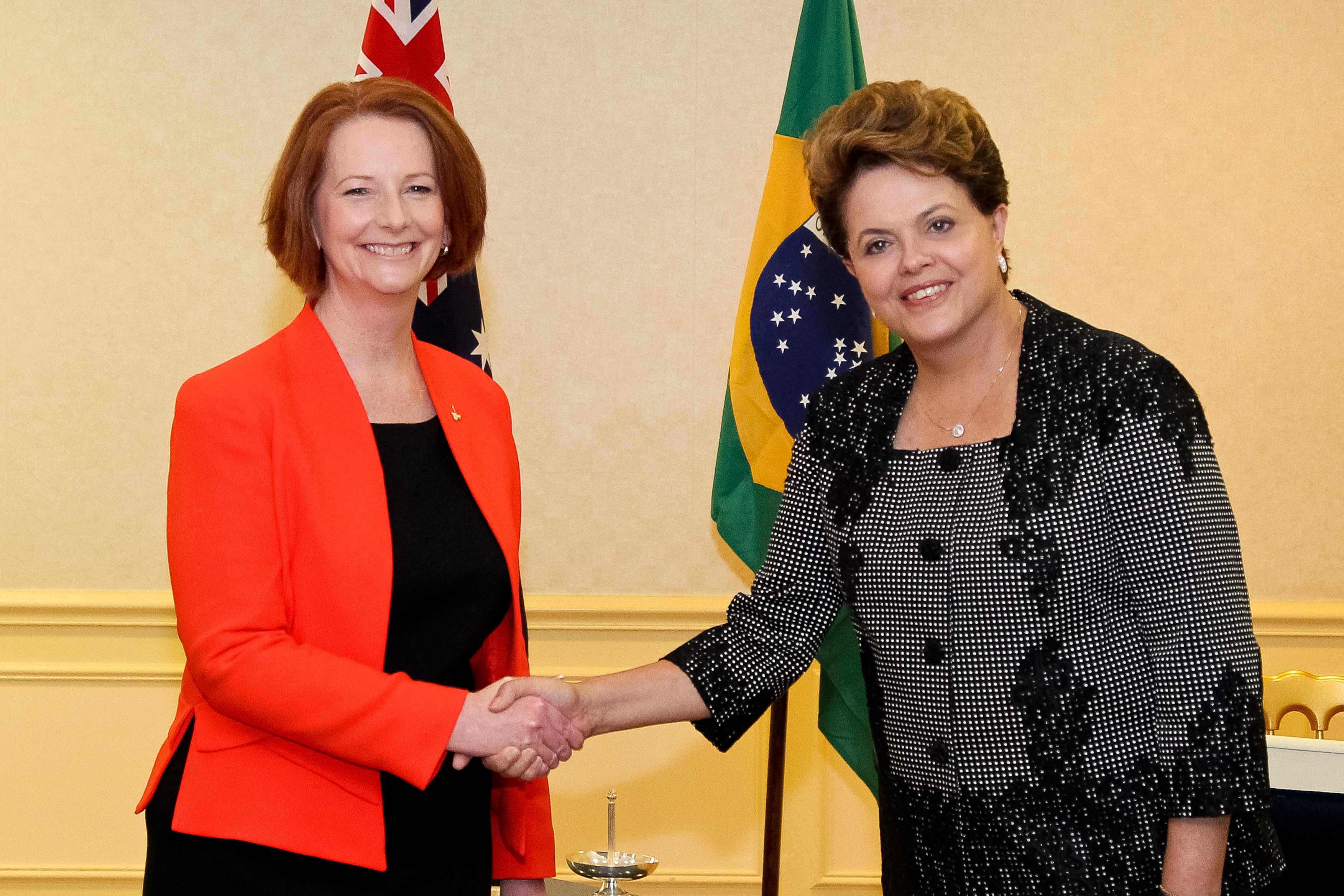
A primeira-ministra da Austrália Julia Gillard e a presidente do Brasil Dilma Rousseff em 2011. As relações diplomáticas entre Brasil e Austrália tem sido boas ao longo dos anos.

Timothy Kane é embaixador da Austrália no Brasil desde outubro de 2019. Antes disso, ele foi embaixador australiana em Santiago por cinco anos, sendo o diplomata do país para o Chile, Colômbia, Equador e Venezuela. Tim, como é conhecido, é diplomata de carreira no Departamento de Relações Exteriores e Comércio (DFAT) da Austrália, tendo trabalhado na Espanha, nos Estados Unidos e na Cidade do México em diversos cargos diplomáticos.

## Serviços
A embaixada realiza os serviços protocolares das representações estrangeiras, como o auxílio aos australianos que moram no Brasil e aos visitantes vindos da Austrália e também para os brasileiros que desejam visitar ou se mudar para o país, que mantém uma comunidade brasileira nas principais cidades, principalmente estudantes, estimados em 27 mil. Outras ações que passam pela embaixada são as relações diplomáticas com o governo brasileiro nas áreas política, econômica, cultural e científica. Brasil e Austrália, os dois maiores países do hemisfério sul, tem parceria estratégica desde 2012 e atuam juntos em áreas diversas indo desde educação, meio ambiente, ciência e tecnologia a finanças, investimentos, agricultura e assuntos jurídicos. As trocas comerciais entre ambos passou de 1,5 bilhão de dólares.
Além da embaixada de Brasília, a Austrália conta com mais um consulado geral em São Paulo.